# Aneuclis aciculifera
Aneuclis aciculifera är en stekelart som beskrevs av Andrey Ivanovich Khalaim 2004. Aneuclis aciculifera ingår i släktet Aneuclis och familjen brokparasitsteklar. Inga underarter finns listade i Catalogue of Life.